# Army Elements Fleece

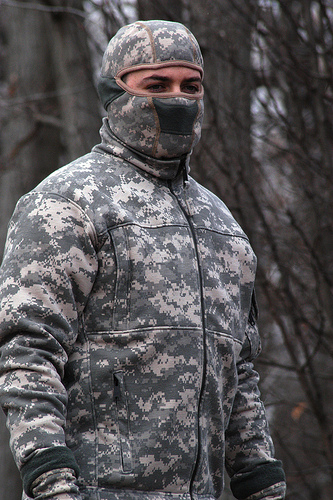
Żołnierz US Army w Army Elements Fleece

Army Elements Fleece (AEF) – zestaw odzieży zewnętrznej stosowany do umundurowania Army Aircrew Combat Uniform.
Zestaw składa się z kurtki oraz spodni. Stanowi on dodatkową warstwę izolacyjną, potrzebną przy wykonywaniu zadań w niskich temperaturach. Chroni także przed wiatrem oraz deszczem, przy dobrej "oddychalności", dzięki zastosowaniu tkaniny soft shell. Warstwę izolacyjną stanowi polar w kolorze Foliage Green. Warstwa zewnętrzna posiada nadrukowany kamuflaż Universal Camouflage Pattern.
Całość jest trudnopalna dzięki zastosowaniu włókien z Nomexu.